# Simulium ephippioidum
Simulium ephippioidum är en tvåvingeart som beskrevs av Chen och Wen 1999. Simulium ephippioidum ingår i släktet Simulium och familjen knott.
Artens utbredningsområde är Guizhou (Kina). Inga underarter finns listade i Catalogue of Life.